# 阪口珠美
阪口 珠美（さかぐち たまみ、2001年〈平成13年〉11月10日 - ）は、日本のタレントであり、女性アイドルグループ乃木坂46の元メンバーである。東京都町田市出身。ディープスキル所属。

## 略歴
2001年（平成13年）11月10日生まれ。真珠のようにいつまでも美しく輝いているようにという願いから「珠美」と名付けられた。

### 乃木坂46
2016年（平成28年）9月4日、乃木坂46の3期生オーディションに合格。同年12月10日、日本武道館で「乃木坂46 3期生『お見立て会』」が行われ、ファンに初披露された。同年12月19日、乃木坂46 3期生ブログが開設された。
2017年2月2日から12日にかけて、3期生初公演となる舞台『3人のプリンシパル』に出演した。同年5月9日から14日にかけて、8公演実施された3期生初の単独ライブとなる「乃木坂46三期生単独ライブ」に出演した。
2018年（平成30年）2月22日、乃木坂46公式サイトで個人ブログを開始。
2019年（平成31年）4月14日、23rdシングル『Sing Out!』で初選抜入りを果たした。
2021年（令和3年）1月27日発売の26thシングル『僕は僕を好きになる』Type-Bに収録されるアンダー楽曲「口ほどにもないKISS」で、自身初のセンターを務めた。同年11月10日、20歳の誕生日を迎え、Instagramアカウントを開設した。
2023年（令和5年）1月15日、自身のブログで右耳低音障害型難聴を公表し、同年2月22日開催の『11th YEAR BIRTHDAY LIVE』を欠席すると発表。
2024年（令和6年）6月25日、1st写真集『青いバラ』（幻冬舎）を発売。同年5月22日、自身のブログにて35枚目シングル『チャンスは平等』の活動期間の7月を最後に卒業することを発表。同年7月15日に行われた「『チャンスは平等』発売記念ミニライブ生配信」内で卒業セレモニーを実施。同日中に同期の3期生とともに『乃木坂46分TV』の生配信に出演し、この活動をもって乃木坂46を卒業。

### 乃木坂46卒業後
2024年（令和6年）12月1日、Instagramを更新し、ディープスキルと専属マネジメント契約を締結することを発表。同時に、オフィシャルサイトとXアカウントを開設。また、12月9日にオフィシャルファンクラブを開設。
2025年（令和7年）7月14日、公式TikTokおよび公式サブInstagramを開設。

## 人物
愛称は、たまちゃん。左利き。
母方の先祖は鎌倉幕府第五代執権・北条時頼。

### 嗜好
好きな食べ物は抹茶、梅干し、キウイ、豆乳。嫌いな食べ物はきのこ、ピーマン。好きなお菓子はマカロンと抹茶アイス。好きな季節は秋から冬。好きなスポーツはバスケットボール。好きなテレビ番組は『ぽかぽか』（フジテレビ）。

### 特技
4歳から13歳までの約9年間クラシックバレエを習っており、幼少期の夢はバックダンサーだった。中学生になってからはジャズダンスを始めた。クラシックバレエの動きを取り入れたバーオソルというトレーニングを行っており、バーオソルを元にしたオリジナルのトレーニングである「たまトレ」を公式YouTubeチャンネル『乃木坂配信中』などで披露していた。
阪口が描く絵は独特でサイコホラー的要素が含まれていると評されており『週刊プレイボーイ』の「乃木坂46画伯王決定戦」の第2回と第3回で連続優勝をしている。
得意料理はチャーハンとチーズリゾット。

### 資格
2025年に愛玩動物介護士アドバンスの資格を取得。

### 乃木坂46
憧れの先輩は樋口日奈。若月佑美を団長とする若様軍団（若月佑美、梅澤美波、阪口珠美、山下美月）のフォーク担当。
サイリウムカラーは紫と黄色。

### 交友関係
阪口の父親と『乃木坂工事中』のMCを務めるバナナマン・日村勇紀は幼馴染。元欅坂46の鈴本美愉や、テレビ番組『ぐるり東京 江戸散歩』で共演した森日菜美と仲が良い。

## 作品

### シングル
乃木坂46
- 三番目の風（2017年3月22日、SRCL-9376/7） - EAN 4547366297553。
- 未来の答え（2017年8月9日、SRCL-9495/6） - EAN 4547366319194。
- 失恋お掃除人（2017年10月11日、SRCL-9574/5） - EAN 4547366330328。
- 僕の衝動（2017年10月11日、SRCL-9578/9） - EAN 4547366330359。
- 新しい世界（2018年4月25日、SRCL-9784/5） - EAN 4547366354157。
- トキトキメキメキ（2018年4月25日、SRCL-9788/9） - EAN 4547366354188。
- 三角の空き地（2018年8月8日、SRCL-9913/4） - EAN 4547366369465。
- 自分じゃない感じ（2018年8月8日、SRCL-9915/6） - EAN 4547366369472。
- 日常（2018年11月14日、SRCL-9976/7） - EAN 4547366382044。
- Sing Out!（2019年5月29日、SRCL-11186/94） - EAN 4547366406672。
- 平行線（2019年5月29日、SRCL-11190/1） - EAN 4547366406696。
- 僕のこと知ってる？（2019年9月4日、SRCL-11260/8） - EAN 4547366418569。
- 〜Do my best〜じゃ意味はない（2019年9月4日、SRCL-11266/7） - EAN 4547366418606。
- 毎日がBrand new day（2020年3月25日、SRCL-11464/5） - EAN 4547366444216。
- 世界中の隣人よ（2020年5月25日）[49]
- 口ほどにもないKISS（2021年1月27日、SRCL-11682/3） - EAN 4547366487251。
- 大人たちには指示されない（2021年6月9日、SRCL-11836/7） - EAN 4547366507270。
- 錆びたコンパス（2021年6月9日、SRCL-11842/3） - EAN 4547366507317。
- マシンガンレイン（2021年9月22日、SRCL-11880/1） - EAN 4547366522303。
- 他人のそら似（2021年9月22日、SRCL-11888） - EAN 4547366522334。
- 届かなくたって…（2022年3月23日、SRCL-12104/5） - EAN 4547366549072。
- 価値あるもの（2022年3月23日、SRCL-12100/1) - EAN 4547366549058。
- Under's Love（2022年8月31日、SRCL-12210/8） - EAN 4547366571950。
- 僕が手を叩く方へ（2022年8月31日、SRCL-12210/1） - EAN 4547366571950。
- ここにはないもの（2022年12月7日、SRCL-12330/8） - EAN 4547366590166。
- 僕たちのサヨナラ（2023年3月29日、SRCL-12480/8） - EAN 4547366607307。
- さざ波は戻らない（2023年3月29日、SRCL-12486/7） - EAN 4547366607338
- 踏んでしまった（2023年8月23日、SRCL-12620/8） - EAN 4547366626612。
- 思い出が止まらなくなる（2023年12月6日、SRCL-12630/8） - EAN 4547366650990。
- チャンスは平等（2024年4月10日、SRCL-12850/8） - EAN 4547366669053。

### アルバム
乃木坂46
- 生まれてから初めて見た夢（2017年5月24日、SRCL-9437/44） - EAN 4547366307825。
- 今が思い出になるまで（2019年4月17日、SRCL-11140/7） - EAN 4547366401325。
- Time flies（2021年12月15日、SRCL-12020/30） - EAN 4547366534184。

### 映像作品
- 阪口珠美（2017年3月22日） - EAN 4547366297522。
- NOGIBINGO!8（2018年3月16日） - EAN 4988021146821。
- 乃木坂46 5th YEAR BIRTHDAY LIVE 2017.2.20-22 SAITAMA SUPER ARENA（2018年3月28日） - EAN 4547366344523。
- 乃木坂46 真夏の全国ツアー2017 FINAL! IN TOKYO DOME（2018年7月11日） - EAN 4547366363999。
- NOGIBINGO!9（2018年10月19日） - EAN 4988021147392。
- 乃木坂46 6th YEAR BIRTHDAY LIVE 2018.07.06-08 JINGU STADIUM&CHICHIBUNOMIYA RUGBY STADIUM（2019年7月3日） - EAN 4547366411270。
- ドラマ「ザンビ」（2019年8月2日） - EAN 4988021148474。
- ナナマル サンバツ THE QUIZ STAGE ROUND 2（2019年9月11日）
- NOGIBINGO!10（2019年10月25日） - EAN 4988021148757。
- いつのまにか、ここにいる Documentary of 乃木坂46（2019年12月25日） - EAN 4988104123695。
- 乃木坂46 7th YEAR BIRTHDAY LIVE 2019.2.21-24 KYOCERA DOME OSAKA（2020年2月5日） - EAN 4547366438956。
- 乃木坂46 8th YEAR BIRTHDAY LIVE 2020.2.21-24 NAGOYA DOME（2020年12月23日） - EAN 4547366482812。
- NOGIZAKA46 Mai Shiraishi Graduation Concert 〜Always beside you〜（2021年3月10日） - EAN 4547366491104。
- ナナマル サンバツ THE QUIZ STAGE O（2021年6月9日） - EAN 4988101212606。
- ノギザカスキッツACT2 第1巻（2021年7月30日） - EAN 4988021718608, EAN 4988021140829。
- ノギザカスキッツACT2 第2巻（2021年10月22日） - EAN 4988021718615, EAN 4988021140836。
- 乃木坂46 9th YEAR BIRTHDAY LIVE 5DAYS（2022年6月8日） - EAN 4547366541441, EAN 4547366541465。
- 乃木坂スター誕生!2 第1巻（2022年7月22日） - EAN 4988021718974, EAN 4988021141550。
- 乃木坂スター誕生!2 第2巻（2022年10月28日） - EAN 4988021718981, EAN 4988021141567。
- 乃木坂46 真夏の全国ツアー2021 FINAL! IN TOKYO DOME（2022年11月16日） - EAN 4547366576009, EAN 4547366576016。
- 乃木坂46 10th YEAR BIRTHDAY LIVE（2023年2月22日） - EAN 4547366594324, EAN 4547366594447。
- さ〜ゆ〜Ready?さゆりんご軍団ライブ/松村沙友理 卒業コンサート（2023年4月26日）[50]
- 生田絵梨花 卒業コンサート（2023年4月26日）[50]
- NOGIZAKA46 ASUKA SAITO GRADUATION CONCERT（2023年10月25日） - EAN 4547366631012, EAN 4547366631098。
- 乃木坂46 11th YEAR BIRTHDAY LIVE 5DAYS（2024年2月21日） - EAN 4547366660128, EAN 4547366660135。
- MIZUKI YAMASHITA GRADUATION CONCERT（2024年10月2日） - EAN 4547366701180, EAN 4547366701227。
- 乃木坂46 12th YEAR BIRTHDAY LIVE（2025年2月12日） - EAN 4547366722253。

## 出演

### テレビドラマ
- ザンビ（2019年1月24日 - 3月28日、日本テレビ）弥生 役[51]

### その他のテレビ番組
- ぐるり東京 江戸散歩（2023年4月1日 - 2024年9月28日、TOKYO MX）MC[52]
- Gヘルスケア（2025年1月10日 - 2025年3月29日 、TBS）健康ナビゲーター (金曜担当)[53][54]

#### YouTube
- 横浜スタートアップライフ（2025年2月3日 、CityOfYokohama）[55]

### 舞台
- ザンビ〜Theater's end〜（2019年2月7日 - 17日、天王洲 銀河劇場）志乃 役（TEAM "YELLOW"）[56]
- ナナマル サンバツ THE QUIZ STAGE 朝比奈栞 役[57][58]
  - ROUND 2（2019年5月3日 - 8日、三越劇場）
  - O（2021年1月9日・17日、博品館劇場）
- 醉いどれ天使（2025年11月7日 - 23日〈予定〉、明治座 / 11月28日 - 30日〈予定〉、御園座 / 12月5日 - 14日〈予定〉、大阪新歌舞伎座）奈々江 役[59]

### 配信ドラマ
- 合コンの悪魔 〜サレ妻たちの華麗なる復讐〜（2025年3月24日、UniReel） - ひな 役[60]

### 朗読劇
- 少年のアビス（2025年7月3日 - 6日、あうるすぽっと） - 青江ナギ 役[61]

## 書籍

### 写真集
- 青いバラ（2024年6月25日、幻冬舎）[62][18]

### カレンダー
- 阪口珠美 2025.04-2026.03カレンダー （2025年1月25日、わくわく製作所）[63]